# Naeba
Naeba (苗場スキー場 Naeba Sukī-jō?) är en vintersportort i Yuzawa kommun i Niigata prefektur i Japan. Här avgjordes världscuplopp i alpin skidåkning under 1970-talet.
Även två världscuptävlingar i februari 2016 avgjordes här.

### Fotnoter
1. ↑  ”129 svenska segrar i världscupen”. Aftonbladet. 20 december 1997. http://wwwc.aftonbladet.se/sport/9712/20/telegram/sport9.html. Läst 12 februari 2014.